# Antonin Daum
Né Jean Antonin Daum à Bitche le 30 octobre 1864 et mort à Nancy le 28 mars 1930, fils de Jean Daum, Antonin Daum est un maître-verrier, ingénieur et entrepreneur français, qui assura la direction artistique, puis, à la suite de son frère Auguste, la direction administrative de la cristallerie Daum.

## Biographie

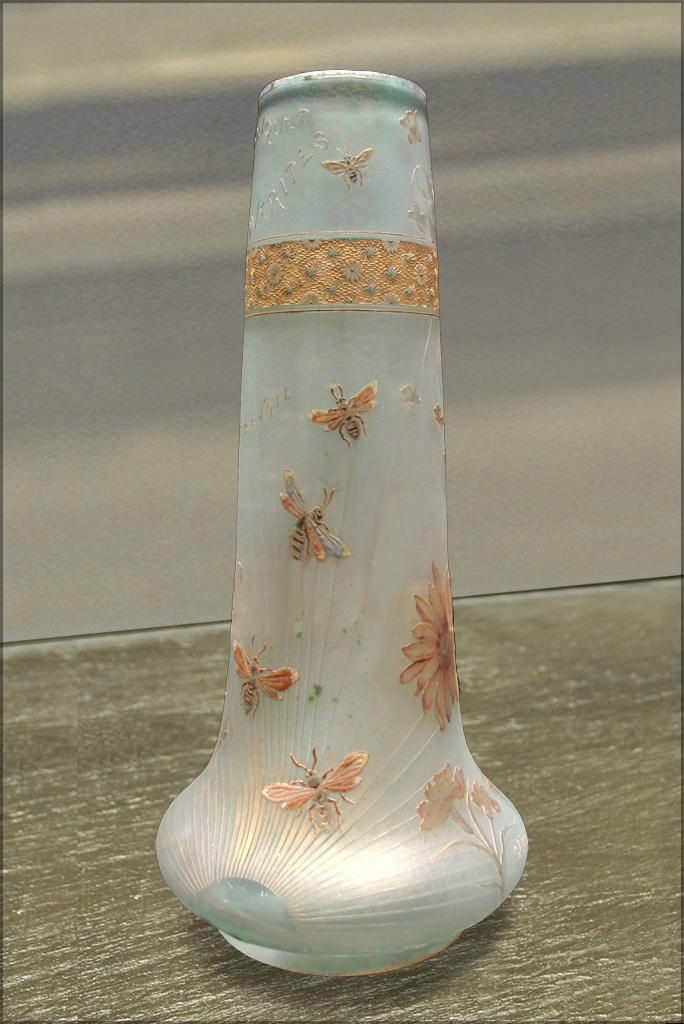
Vase Bouquet de marguerites, réalisé à l'occasion du mariage d'Antonin et Marguerite Daum, vers 1897, Musée des Beaux-Arts de Nancy. Sur le bord du vase : CALME / GAITÉ / BONTÉ / PUDEUR / TRAVAIL

Après avoir suivi une formation d'ingénieur à l'école Centrale de Paris, il travaille dès 1890 à la cristallerie Daum, créant notamment des décors floraux et décidant de l'orientation artistique de l'entreprise avant de la reprendre en 1891. Sa politique active de recrutements et de collaborations avec des artistes de l'école de Nancy, tels que Jacques Gruber (rencontré à l'exposition universelle de 1889 devant le stand d'exposition d'Émile Gallé), Henri Bergé, Edmond Lachenal, Ernest Bussière, Emile Wirtz, Edgar Brandt, Louis Majorelle, Charles Schneider (inventeur de la technique des intercalaires) ou Amalric Walter (inventeur de la technique moderne de la pâte de verre) ainsi que le renouvellement créatif après la Première Guerre mondiale, notamment l'abandon de l'esthétique art nouveau pour embrasser le mouvement art déco sous la direction artistique de son neveu Paul Daum, assurent le succès de la cristallerie. C'est aussi sous son impulsion que la cristallerie passe de la production d'objets utilitaires à celle de pièces décoratives. Les historiens attribuent le succès de l'entreprise Daum autant à ses qualités artistiques qu'à sa capacité à s'entourer d'artistes et de collaborateurs aux compétences variées et complémentaires, dont il sait mettre le travail en valeur, qu'aux compétences managériales de son frère Auguste.
Les frères Daum ont un grand sens de la communication et du marketing, offrant  spontanément une réalisation de la cristallerie Daum à Sadi Carnot lors de sa visite de Nancy, geste photographié et repris dans de nombreux journaux. Contrairement à Emile Gallé qui utilise la diffusion de ses dessins préparatoires dans le but de préserver sa propriété intellectuelle et se protéger des copieurs, Auguste et Antonin Daum le font dans le but d'assurer la publicité de l'entreprise, que ce soit via l'édition de catalogues commerciaux, catalogues d'expositions, ou la réalisation de photographies des pièces uniques éditées ensuite dans la presse spécialisée, telle que Art et Décoration ou La Revue des Arts décoratifs.
Gagnant, conjointement avec Emile Gallé, du grand prix à l'Exposition universelle de 1900, il entretient de bonnes relations avec le verrier et permet, avec cette entente, l'émergence de l'école de Nancy comme association, dont il est vice-président à la fondation. Il travaille à l'organisation de l'Exposition internationale de l'Est de la France. Il réalise en 1909 avec Jacques Gruber les vitraux de la chambre de commerce et d'industrie de Meurthe-et-Moselle puis en 1913 la décoration de la villa Vaganay, à Vienne (Isère). En plus de son implication dans l'école de Nancy, il participe à l'école des Beaux-Arts de Nancy, la chambre de commerce de Meurthe-et-Moselle, l'académie Stanislas, la société d'horticulture de Nancy et même une société de logement bon marché,. Il est commandeur de la Légion d'honneur.
Il épouse Marguerite Didion le 17 mars 1898, avec qui il habitera dans la demeure familiale des Daum tandis qu'il aura une résidence secondaire à Lay-Saint-Christophe, héritée de son beau-père. Ils auront trois enfants, Antoinette, Michel et Françoise. Auguste Constantin, un des beaux-frères de son frère Auguste Daum est également centralien.

## Réalisations

Collaborations avec Auguste Daum
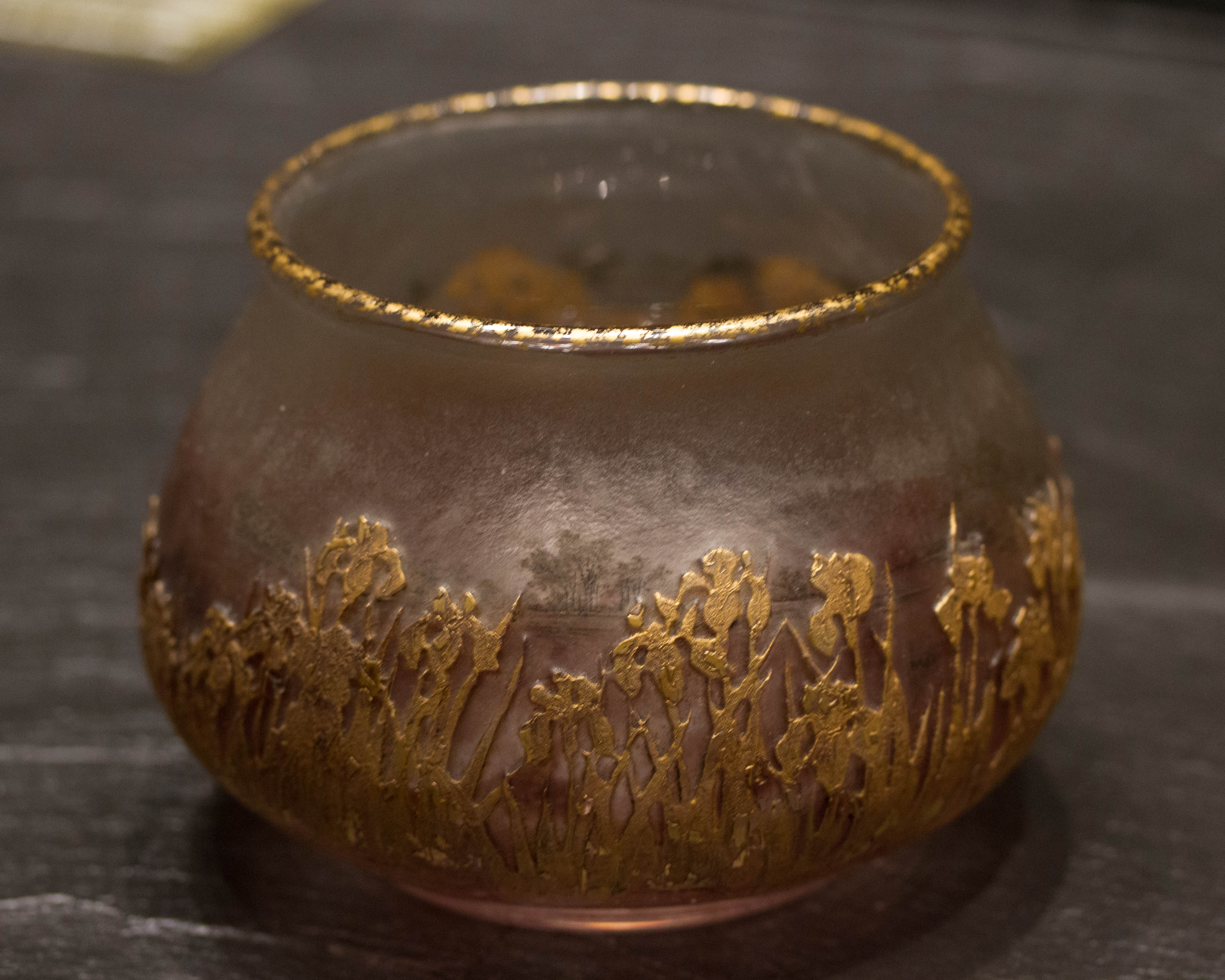
Coupe à décor d'iris d'eau, 1893, musée des Beaux-Arts de Nancy
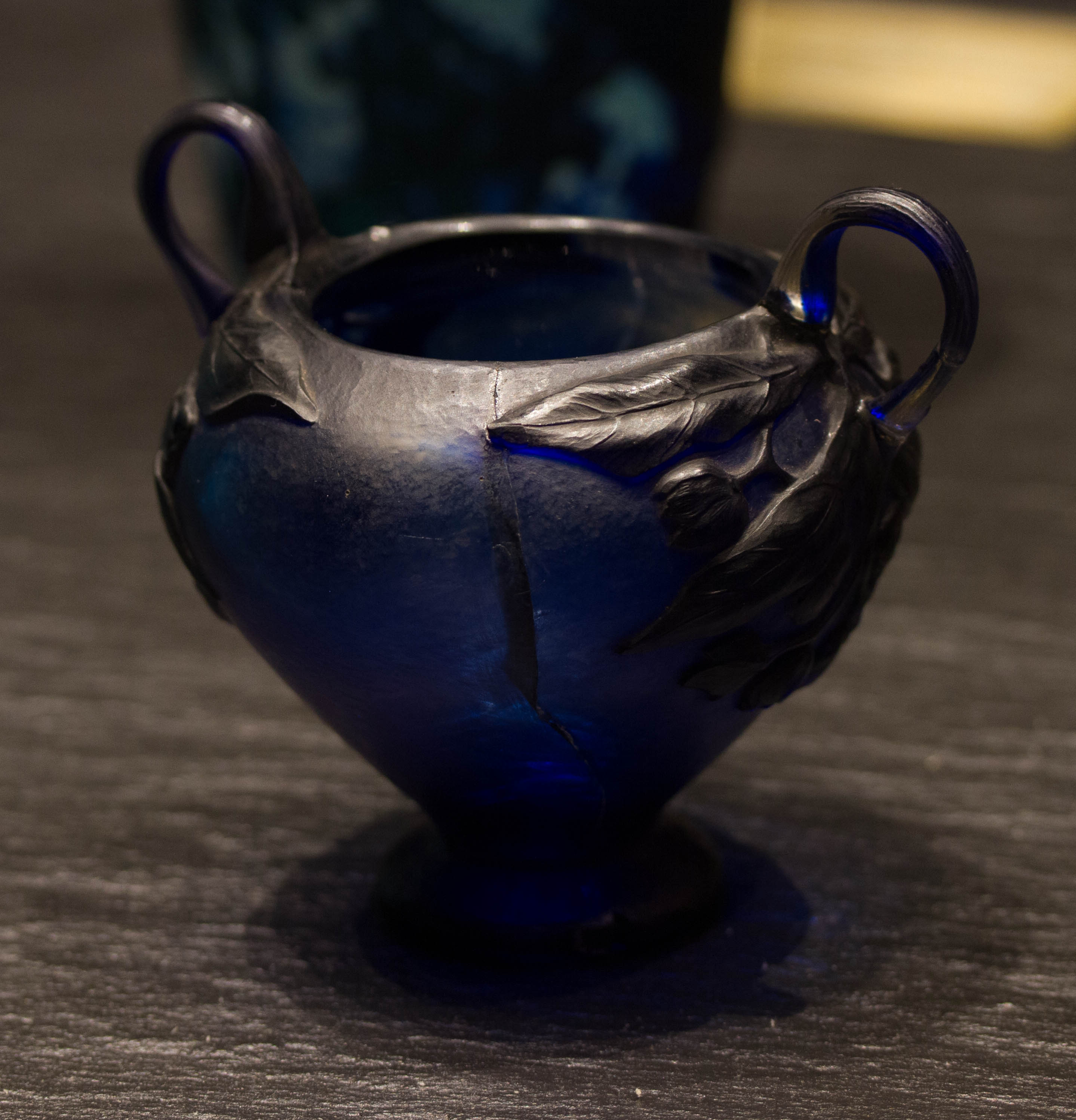
Coupe à décor de fusain d'Europe, 1895, musée des Beaux-Arts de Nancy.
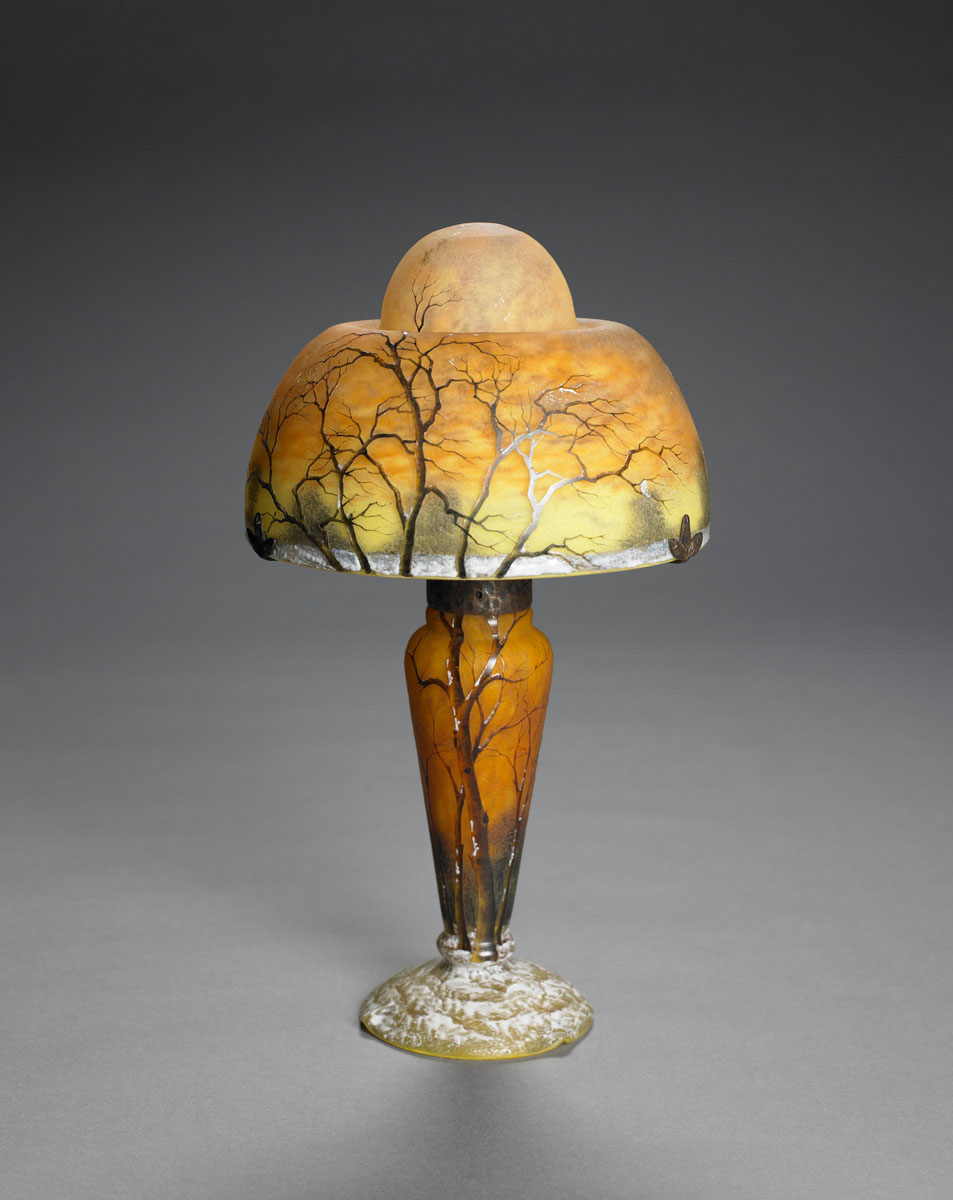
Lampe hiver, 1900, Birmingham Museum of Art

Collaborations avec Louis Majorelle, musée Fin-de-Siècle
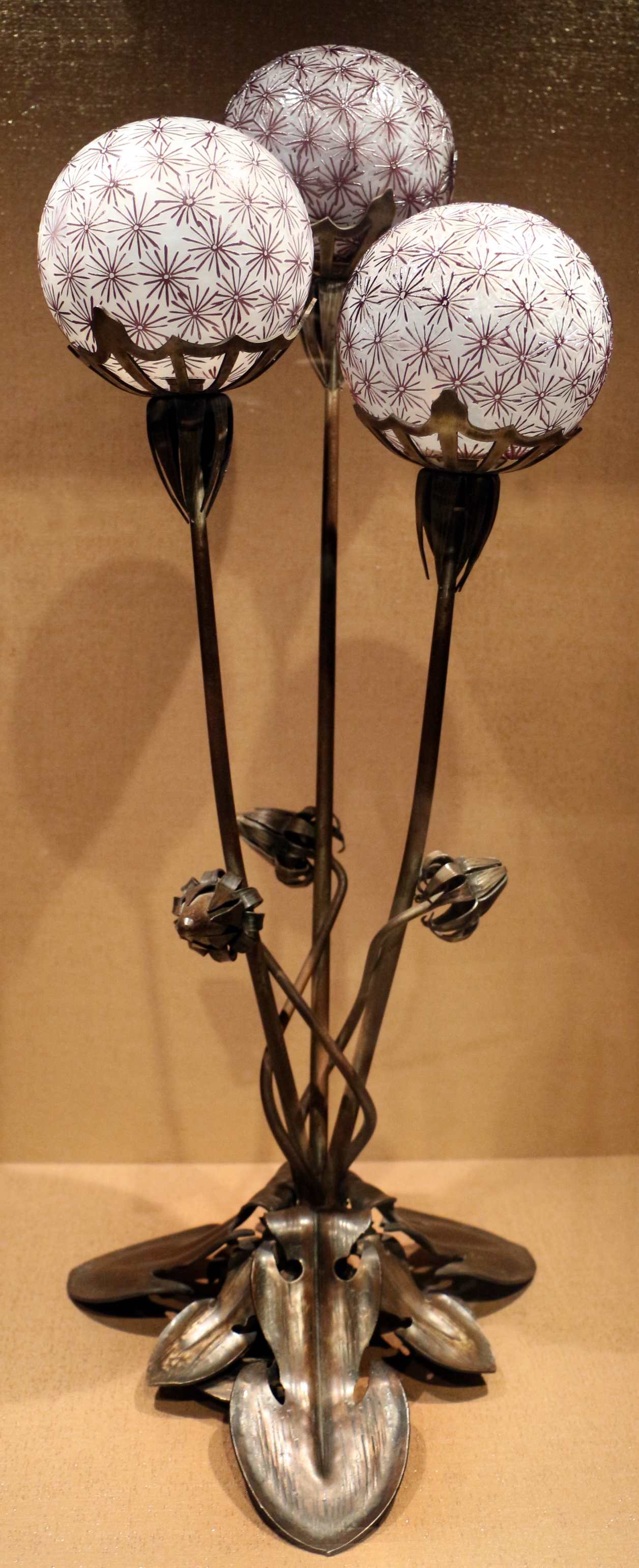
Lampe pissenlits, 1902.
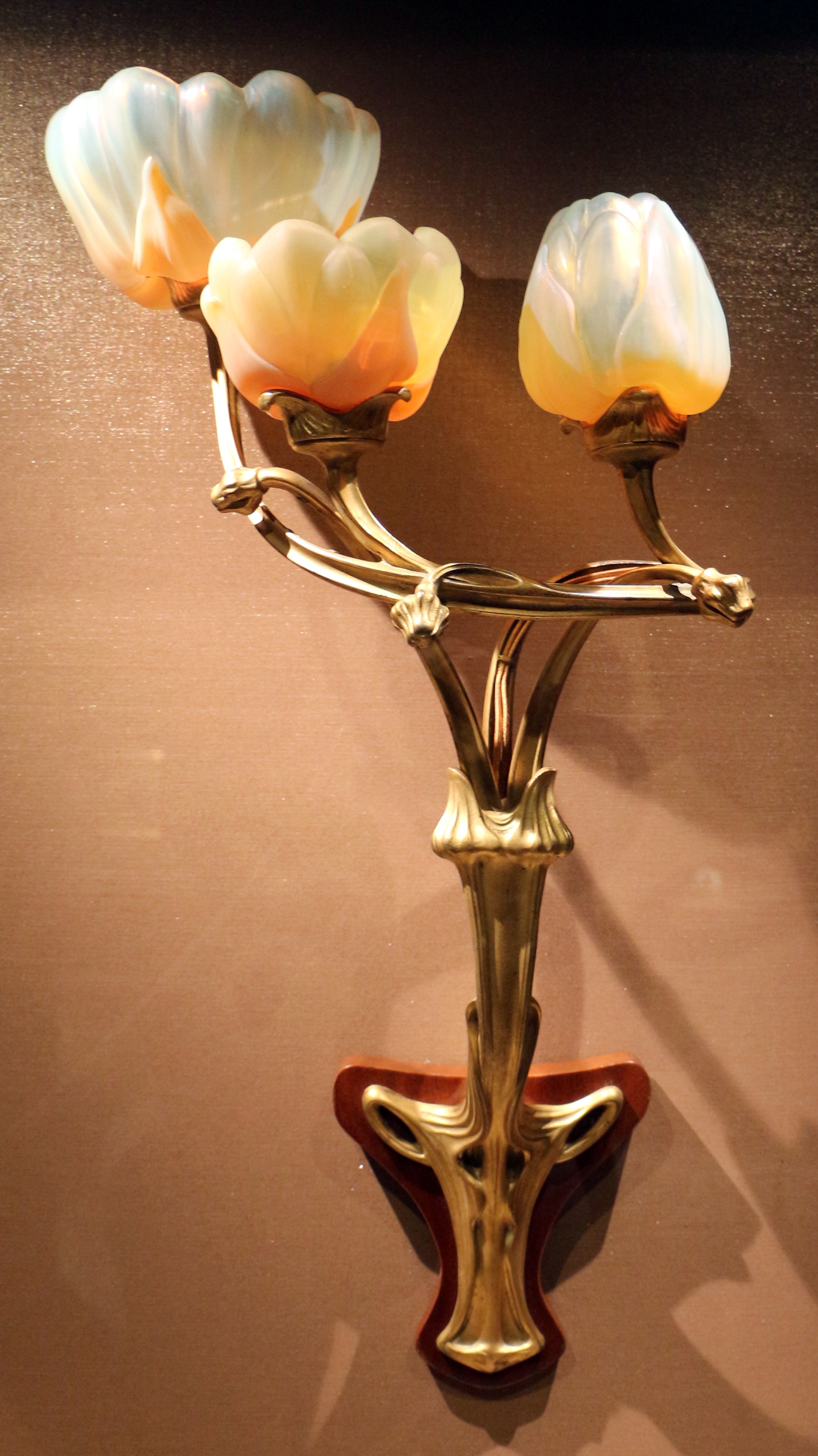
Lampe magnolias, 1903.
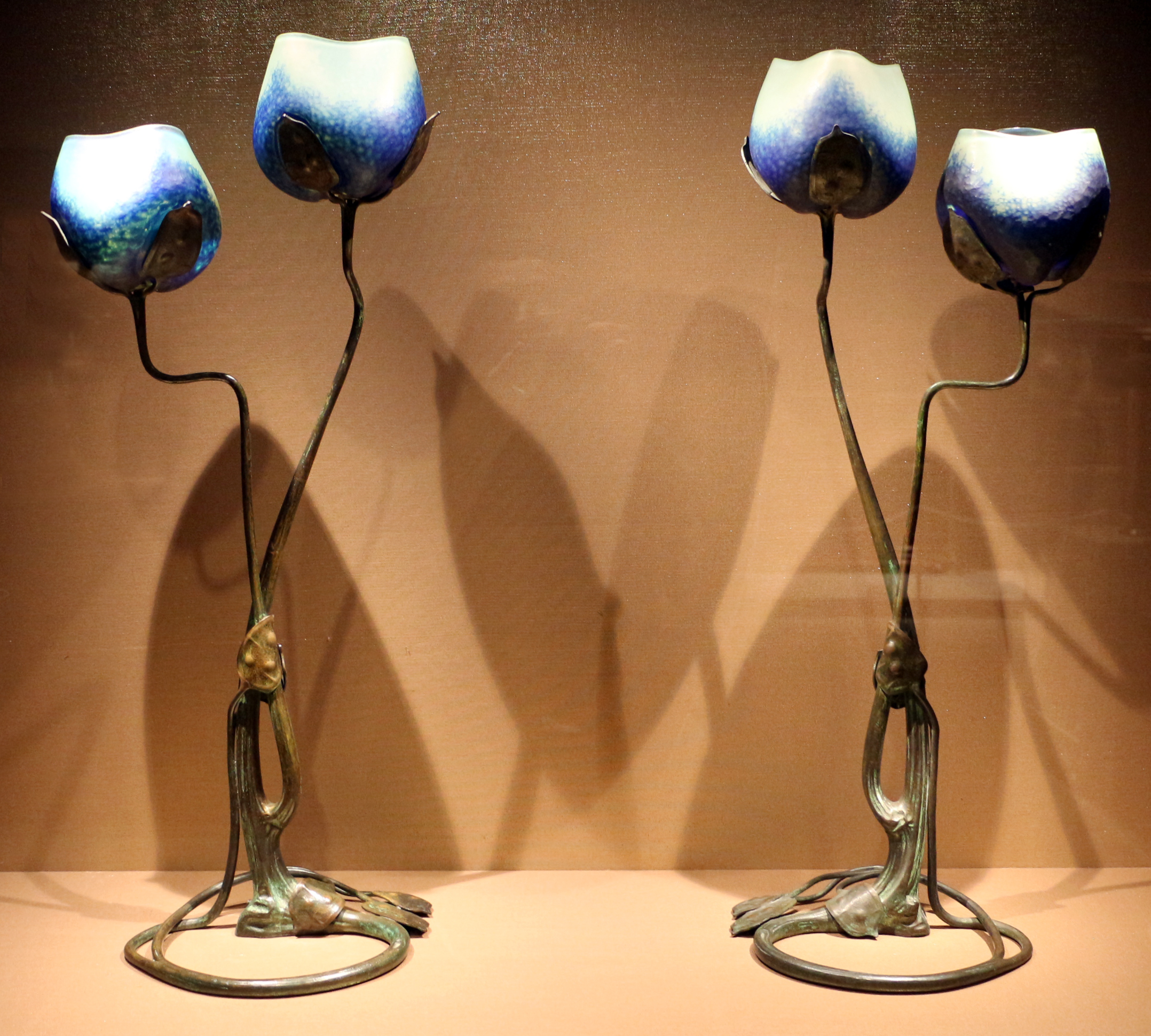
Lampe lunaire, 1903.
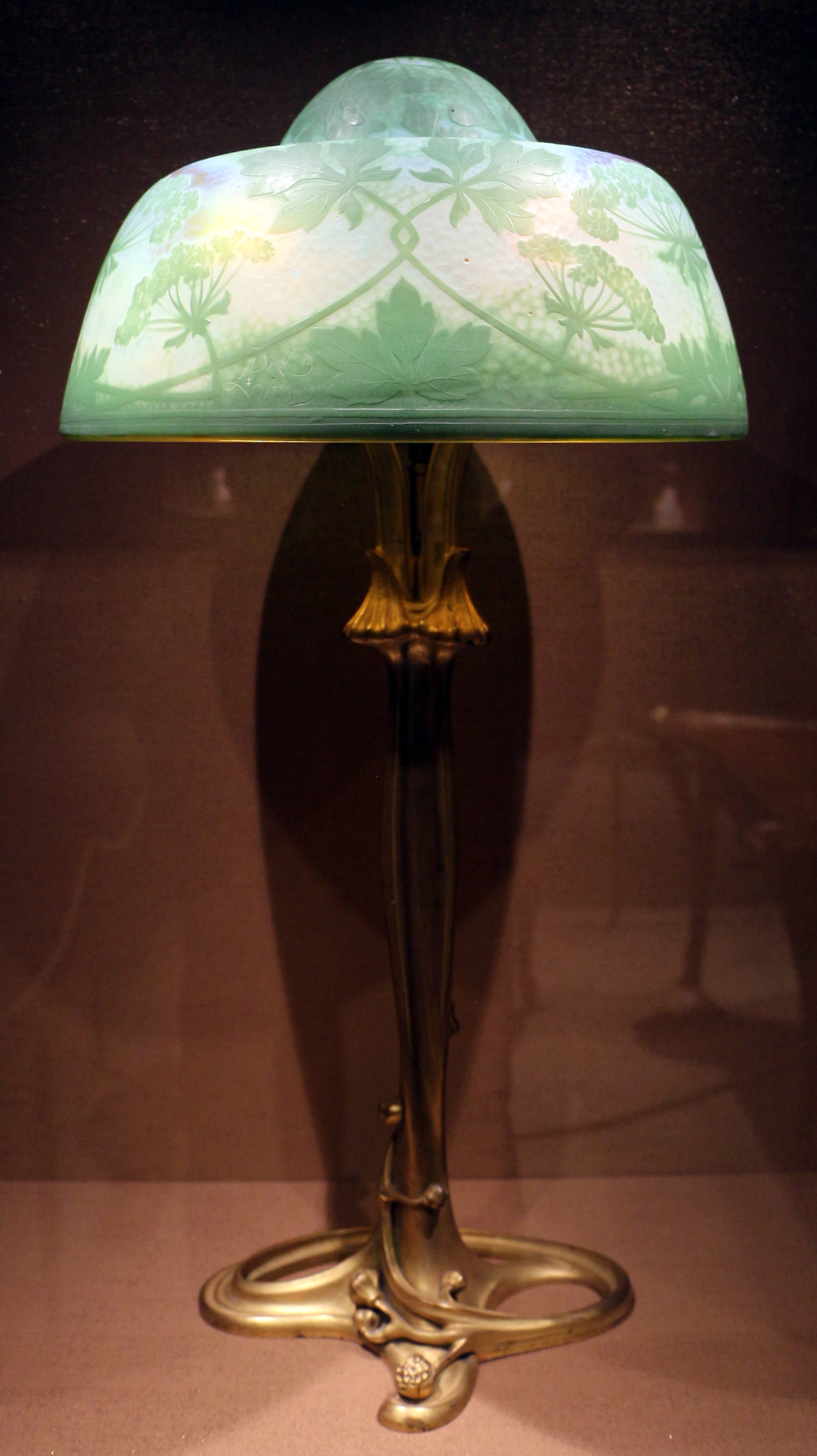
Lampe lunaire, 1903.

Réalisations solo, musée Fin-de-Siècle
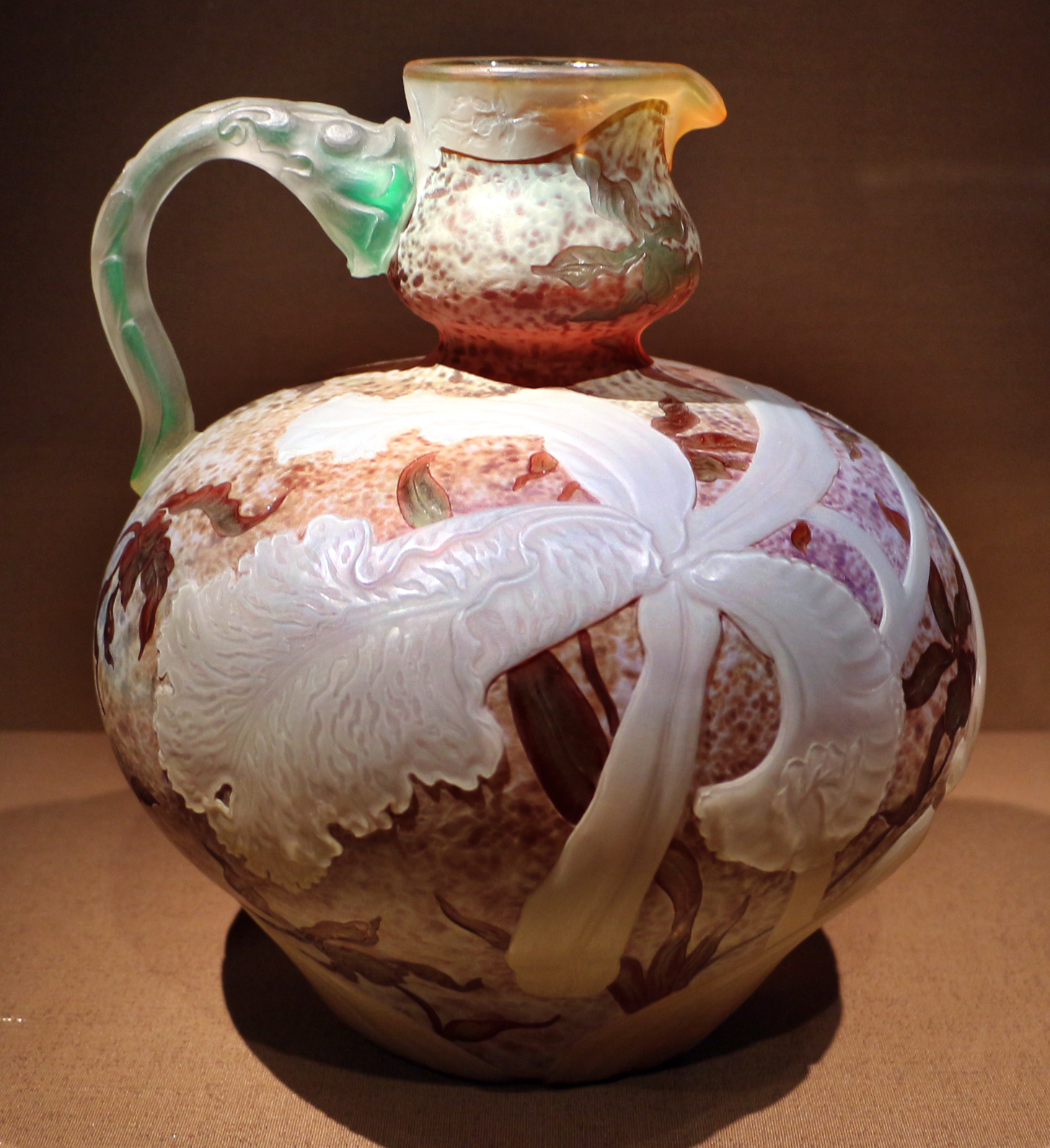
Vase orchidée, 1903.
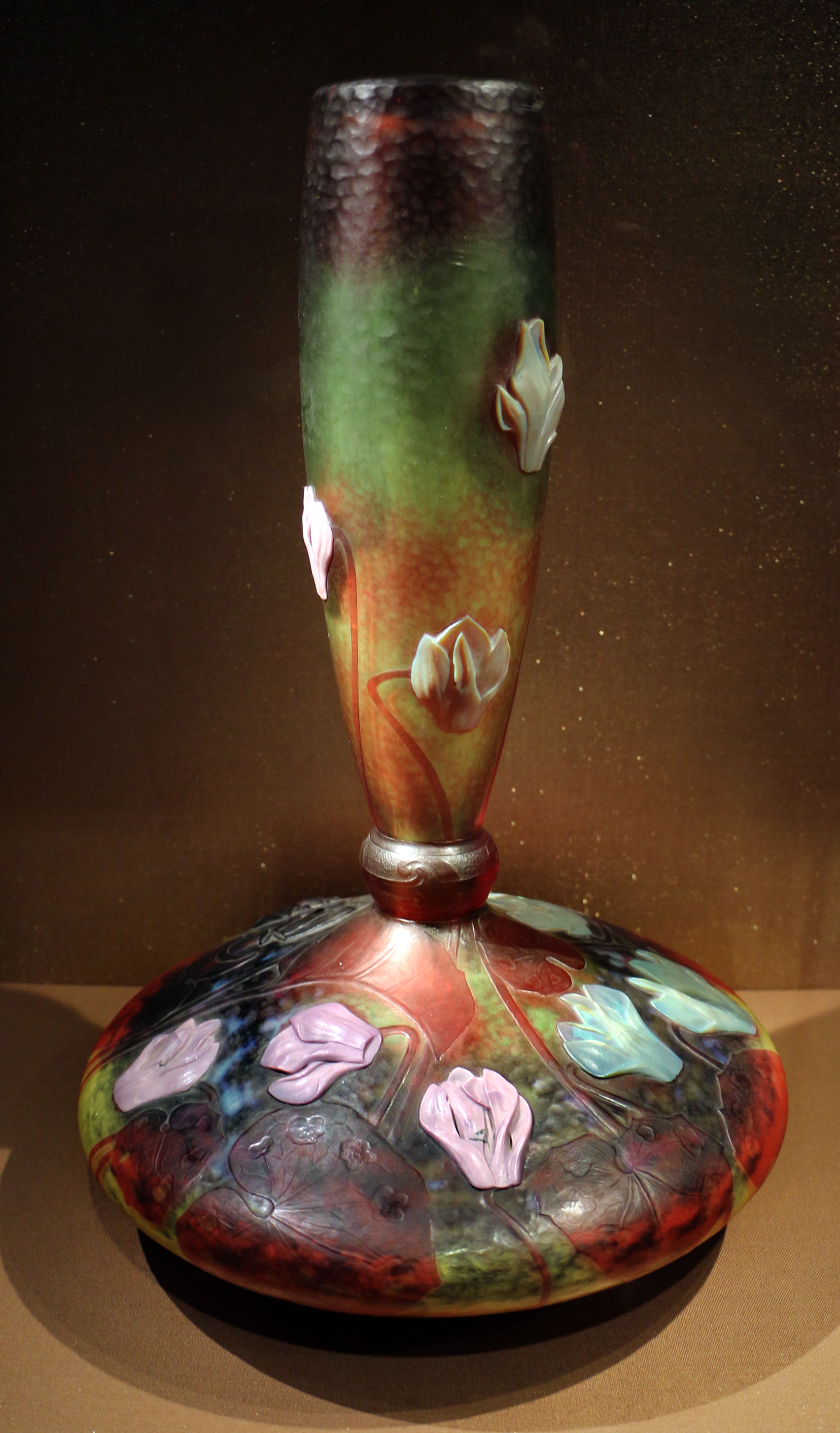
Vase cyclamen, 1903.
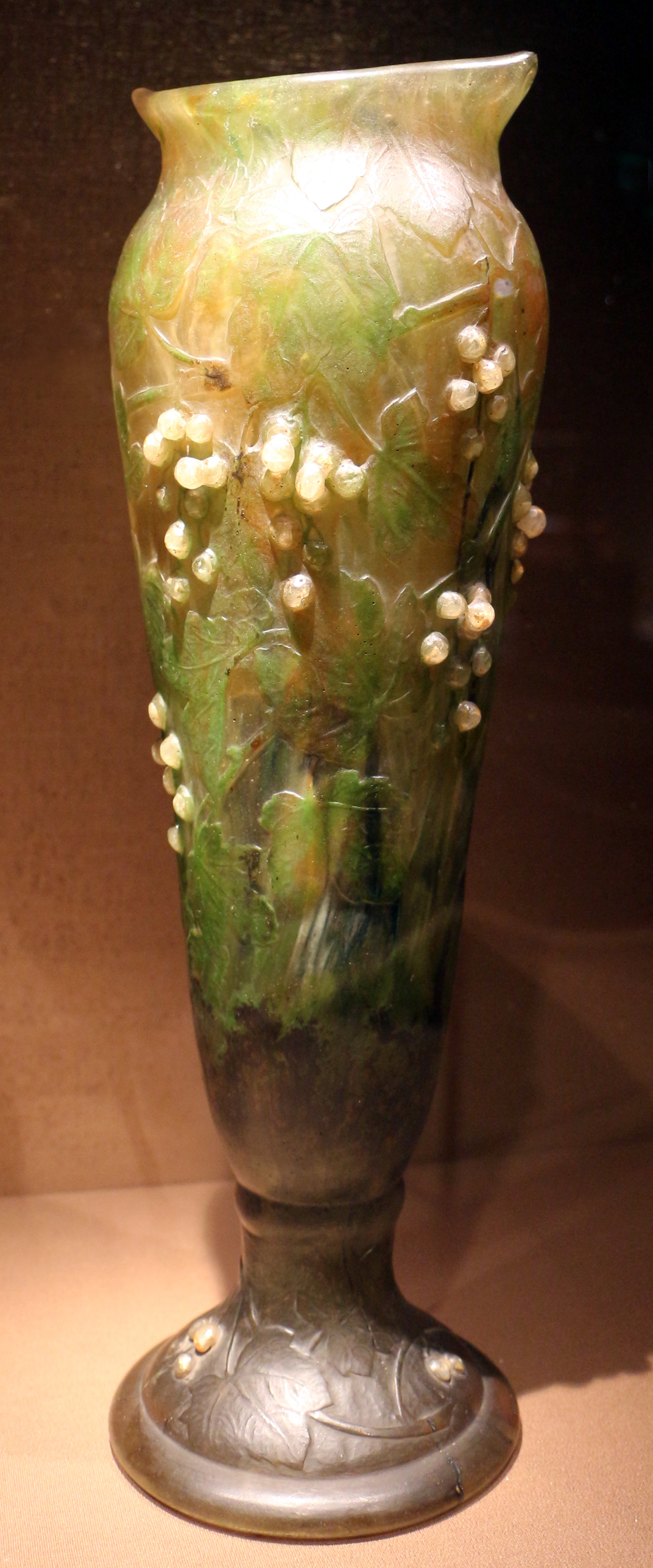
1900-1910.
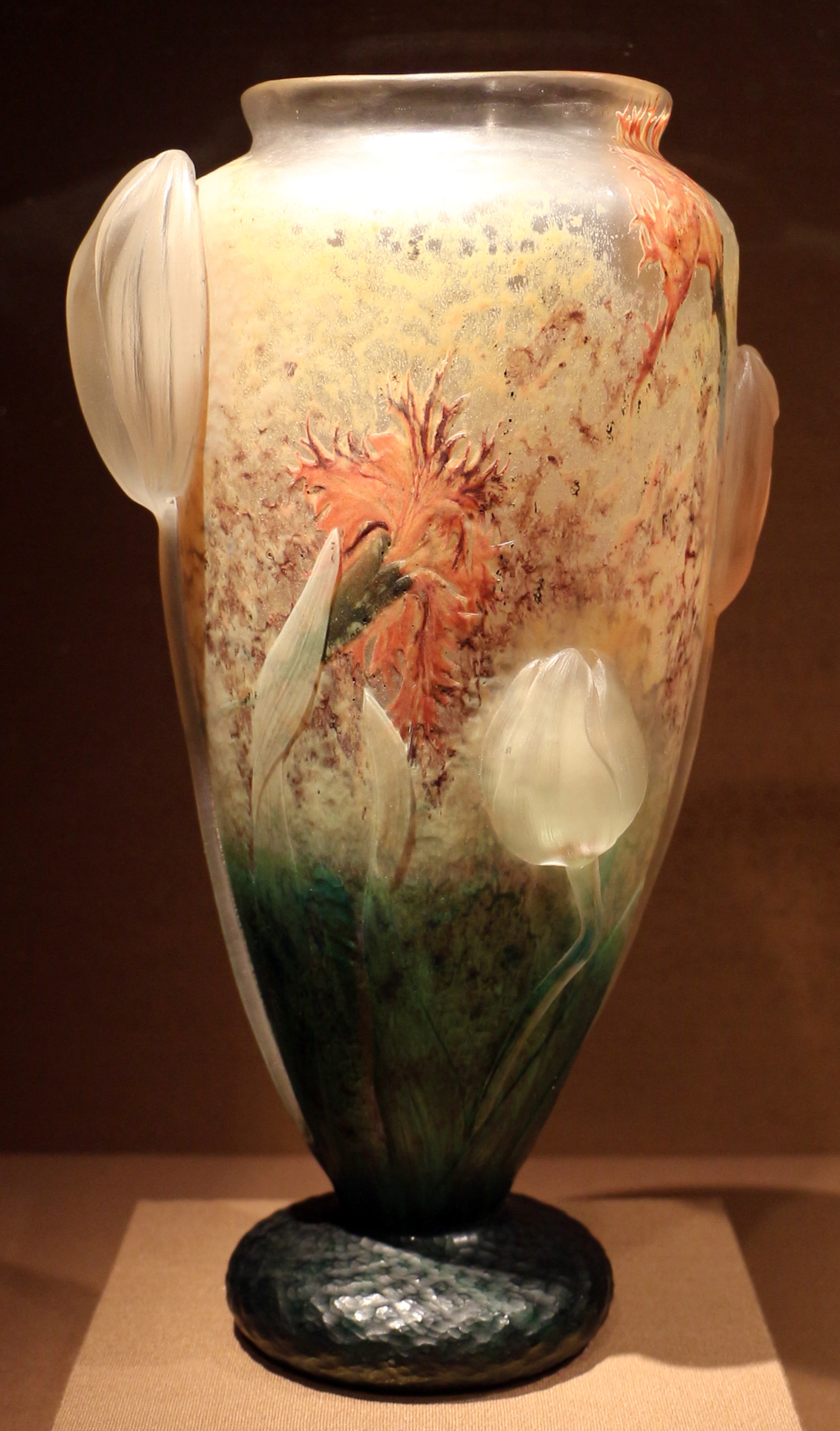
Vase tulipe, 1910.